# Bogdan Bogdanović (architecte)
Pour les articles homonymes, voir Bogdanović et Bogdan Bogdanović.
Bogdan Bogdanović (en serbe en écriture cyrillique : Богдан Богдановић), né le 20 août 1922 à Belgrade, en Yougoslavie et mort le 18 juin 2010 à Vienne, est un architecte, homme politique et écrivain serbe.
Il enseigne l'architecture à la faculté d'architecture de l'université de Belgrade, dont il est également le doyen. Bogdanović écrit de nombreux articles d'urbanisme, tout spécialement ses aspects mythiques et symboliques, certains publiés dans des journaux internationaux comme El País, Svenska Dagbladet ou Die Zeit. Il s'engage également en politique, d'abord comme partisan pendant la Seconde Guerre mondiale, puis plus tard comme maire de Belgrade. Quand Slobodan Milošević prend le pouvoir et le nationalisme s'installe en Yougoslavie, Bogdanović devient un dissident,.
Bogdan Bogdanović est connu pour ses monuments à la mémoire des victimes et des partisans de la Seconde Guerre mondiale, construits dans toute la Yougoslavie entre les années 1950 et 1980. Sa sculpture monumentale en béton, Fleur de pierre, érigée près du site du camp d'extermination de Jasenovac lui vaut une reconnaissance internationale.

## Biographie
Bogdan Bogdanović nait le 20 août 1922 à Belgrade dans une famille d'intellectuels de gauche. Son père Milan est critique littéraire, président du Syndicat des écrivains et directeur du théâtre national. En 1940, Bogdanović étudie l'architecture à l'université de Belgrade. Il participe à la Seconde Guerre mondiale(« un peu », selon ses propres termes) comme partisan et intègre le parti communiste ; il est sévèrement blessé dans l'est de la Bosnie. Malgré ses blessures, il poursuit sa carrière universitaire après la guerre, obtenant son diplôme en 1950 ; il devient professeur assistant au département d'urbanisme en 1953, maître de conférences en 1960, professeur extraordinaire et président de l'union yougoslave des architectes en 1964, doyen de la faculté d'architecture et membre correspondant de l'Académie serbe des sciences et des arts (SANU) en 1970, et professeur titulaire en 1973. En 1981, il démissionne de la SANU. Il devient professeur émérite en 1987.
Fervent gauchiste, Bogdanović s'oppose au nationalisme grandissant des dirigeants yougoslaves dès le début des années 1980. Il devient maire de Belgrade en 1982 à l'initiative d'Ivan Stambolić, alors secrétaire général de la Ligue des communistes de Serbie. Bogdanović accomplit un mandat, jusqu'en 1986. Pendant cette période, il organise un concours international pour le redéveloppement de Novi Beograd, une zone sur la rive gauche de la Save. Les entrées ont toutes disparu depuis.
Après son mandat, il est nommé par Slobodan Milošević membre du comité central de la Ligue des communistes de Yougoslavie (en), l'instance dirigeante du parti. Il accepte le poste à la condition qu'il ne soit pas obligé d'assister aux réunions, ayant « des choses plus importantes à faire ». L'année suivante, il envoie à Milošević une lettre anti-nationaliste de plus de 60 pages, incluant un « stalino-dictionnaire », satire de la rhétorique nationaliste de Milošević, et une Lamentation pour la Serbie, évoquant le thème d'une Serbie « fatiguée » (de ses dirigeants). La lettre, combinée à d'autres remarques sur Milošević, provoque plusieurs tentatives d'effraction dans son appartement, des menaces de mort et son exclusion du comité central,. Cela ne l'empêche pas de renouveler ses déclarations dès le déclenchement des guerres de Yougoslavie au début des années 1990, devenant à nouveau la cible d'attaques violentes et d'une campagne de diffamation dirigée par les médias d'État serbes.
Dissident au sein du Cercle de Belgrade, il s'exile volontairement à Paris avec sa femme Ksenija en 1993. L'environnement émigré yougoslave y étant toutefois trop orienté vers le nationalisme pour lui, le couple déménage à Vienne à l'invitation d'un ami, l'écrivain Milo Dor (en),. Une exposition lui est consacrée à l'Architekturzentrum (en) de Vienne en 2009. Il meurt dans un hôpital viennois le 18 juin 2010, des suites d'un infarctus du myocarde.

## Enseignement
À l'université de Belgrade, Bogdanović tient à partir de 1962 un cours magistral, « Le développement des systèmes de logement» (appelé plus tard « Histoire de la ville »). Comme professeur et doyen, il essaye de réformer l'enseignement de l'architecture et d'introduire une démocratie de base (en) à l'université, mais le parti le contraint d'abandonner avant de mettre ses plans en pratique.
À partir de 1976, il enseigne dans une école de village abandonnée de Mali Popović près de Belgrade afin de réaliser un projet alternatif, une « école de village pour la philosophie de l'architecture, ». Son cours est intitulé « Formes symboliques », allusion à Ernst Cassirer, n'a pas d'emploi du temps fixe et emploie des systèmes d'écriture inventés, l'interprétation de textes inexistants et des méthodes comparables à l'association libre et la gematria. 14 ans plus tard, lorsque les hommes de Milošević pillent l'école à la suite de la lettre de Bogdanović à leur dirigeant, la plupart du matériel – documentation des leçons, dessins, bandes audio et vidéo, appareils optiques – sont détruits.

## Œuvre

### Généralités
L'œuvre architectonique et littéraire de Bogdanović se caractérise par une abondance d'ornements. Elle est influencée par l'architecture romantique et l'architecture victorienne, le surréalisme, la métaphysique, le symbolisme judaïque et la Kabbale. Bogdanović s'est opposé aux théories architecturales d'Adolf Loos développées dans son essai Ornement et Crime, et défend la « dignité sémantique du signe ornemental ».

### Monuments
En 1951, Bogdan Bogdanović remporte un concours pour la conception d'un monument aux victimes juives du fascisme, destiné au cimetière séfarade de Belgrade,. Bien que lui-même non-religieux, son contact avec l'ésotérisme juif influence fortement son travail ultérieur. Par la suite, et jusqu'en 1981, il se voit confier par Josip Broz Tito la conception de plus d'une vingtaine de monuments et lieux de mémoire contre le fascisme et le militarisme, érigés dans toutes les républiques de Yougoslavie. Servant de cénotaphes pour toutes les victimes, sans considération de nationalité ou de religion, ils sont dépourvus de symboles communistes ou d'autres idéologies. À la place, ils s'appuient sur des formes archaïques et mythologiques, contrastant fortement avec les principes du réalisme socialiste. Ce contraste sert également le souhait de Tito de mettre l'accent sur l'indépendance de son pays vis-à-vis de l'Union des républiques socialistes soviétiques.
Tous les monuments sont en pierre, mis en forme par des artisans locaux. L'exception, Fleur de pierre, est construite malgré son nom en béton précontraint, le coffrage étant réalisé par des charpentiers de marine.
La liste suivante recense quelques-uns de ces monuments.
| Monument                                                              | Lieu                            | Pays               | Date | Notes          | Coordonnées                       | Illus. |
| --------------------------------------------------------------------- | ------------------------------- | ------------------ | ---- | -------------- | --------------------------------- | ------ |
| Monument aux victimes juives du fascisme                              | Cimetière sépharade de Belgrade | Serbie             | 1952 |                |                                   |        |
| Cimetière commémoratif de Sremska Mitrovica (sr)                      | Sremska Mitrovica               | Serbie             | 1960 |                | 44° 58′ 37″ nord, 19° 36′ 22″ est |        |
| Tertre des Invaincus (en)                                             | Prilep                          | Macédoine          | 1961 |                | 41° 20′ 02″ nord, 21° 33′ 18″ est |        |
| Slobodište (en)                                                       | Kruševac                        | Serbie             | 1961 |                | 43° 33′ 43″ nord, 21° 19′ 48″ est |        |
| Cimetière commémoratif des Partisans                                  | Mostar                          | Bosnie-Herzégovine | 1965 |                | 43° 20′ 28″ nord, 17° 47′ 46″ est |        |
| Site commémoratif de Jasenovac (Fleur de pierre)                      | Jasenovac                       | Croatie            | 1966 |                | 45° 16′ 48″ nord, 16° 55′ 41″ est |        |
| Monument à la Révolution (sr)                                         | Leskovac                        | Serbie             | 1971 |                | 42° 58′ 59″ nord, 21° 56′ 35″ est |        |
| Monument au massacre d'Arapova Dolina                                 | Leskovac                        | Serbie             | 1971 |                |                                   |        |
| Monument du début de l'insurrection                                   | Bela Crkva                      | Serbie             | 1971 |                | 44° 23′ 38″ nord, 19° 28′ 44″ est |        |
| Monument aux soldats morts dans toutes les guerres de libération (sr) | Knjaževac                       | Serbie             | 1971 |                | 43° 34′ 01″ nord, 22° 15′ 14″ est |        |
| Monument aux mineurs morts (sr)                                       | Kosovska Mitrovica              | Kosovo             | 1973 |                | 42° 53′ 46″ nord, 20° 51′ 36″ est |        |
| Nécropole des Partisans (sr)                                          | Chtip                           | Macédoine          | 1974 |                | 41° 44′ 17″ nord, 22° 11′ 13″ est |        |
| Nécropole des victimes du fascisme                                    | Novi Travnik                    | Bosnie-Herzégovine | 1975 |                | 44° 11′ 46″ nord, 17° 41′ 28″ est |        |
| Monument à la Révolution (sr)                                         | Vlasotince                      | Serbie             | 1975 |                | 42° 57′ 47″ nord, 22° 07′ 59″ est |        |
| Monument à la Liberté                                                 | Berane                          | Monténégro         | 1977 |                | 42° 51′ nord, 19° 53′ est         |        |
| Parc commémoratif de Dudik (sr)                                       | Vukovar                         | Croatie            | 1980 |                | 45° 19′ 48″ nord, 19° 01′ 01″ est |        |
| Parc commémoratif de Čačak (sr)                                       | Čačak                           | Serbie             | 1980 |                | 43° 52′ 34″ nord, 20° 20′ 06″ est |        |
| Parc commémoratif de Garavice (sr)                                    | Bihać                           | Bosnie-Herzégovine | 1981 |                | 44° 49′ 19″ nord, 15° 50′ 24″ est |        |
| Parc commémoratif de Popina à Štulac (sr)                             | Štulac                          | Serbie             | 1981 |                | 43° 37′ 48″ nord, 20° 57′ 29″ est |        |
| Gardien de la Liberté                                                 | Klis                            | Croatie            | 1987 | Démoli en 1996 |                                   |        |

### Habitations
Bogdanović refuse de participer aux complexes résidentiels nationaux qui ressemblent selon lui à des « cercueils de béton » et n'ont « que deux types de fenêtres ». En conséquence, il ne réalise qu'une seule habitation : un ensemble de logement pour l'institut hydrotechnique « Jaroslav Černi » au pied de l'Avala près de Belgrade, construit en 1953. Les maisons sont principalement en pierre ; leurs fenêtres désuètes à grands cadres et leurs cheminées surdimensionnées les mettent à part du style international qui domine l'architecture de l'après-guerre en Yougoslavie,.
Bogdanović planifie d'autres habitations en détail, mais sans jamais vraiment avoir l'intention de les construire, comme pour une ville du nord du Monténégro, destinée à des clients locaux, et une « ville au fond du lac ((de Biograd) » que Bogdanović conçoit pour son propre plaisir.

### Autres réalisations architecturales
Parmi les autres ouvrages de Bogdanović : la reconstruction de la villa de la reine Natalija (Smederevo, 1961), un autel d'Adonis (Labin, 1974) et la tombe de Dušan Petrović-Šane (Aranđelovac, 1980).

### Publications
- En français :
  - Alexandre Mirlesse, En attendant l'Europe, Lille, Lille 3000, 2009, 139 p. (ISBN 978-2-917817-01-8)

- En allemand :
  - Die Stadt und der Tod, Klagenfurt - Salzbourg, Wieser Verlag, 1993 (ISBN 3-85129-090-9)
  - Der verdammte Baumeister : Erinnerungen, Vienne, Zsolnay Verlag, 1997/2002 (ISBN 978-3-552-04846-1 et 3-552-04846-4)
  - Die Stadt und die Zukunft, Klagenfurt - Salzbourg, Wieser Verlag, 1997 (ISBN 3-85129-201-4)
  - Vom Glück in den Städten, Vienne, Zsolnay Verlag, 2002, 235 p. (ISBN 3-552-05178-3)
  - Die grüne Schachtel : Buch der Träume, Vienne, Zsolnay Verlag, 2007, 331 p. (ISBN 978-3-552-05394-6 et 3-552-05394-8)

- En serbo-croate[7] :
  - Mali urbanizam, Belgrade/Zagreb, Narodna Prosvjeta, 1958
  - Urbanističke mitologeme, Belgrade, Vuk Karadžić, 1966 (LCCN 68109766)
  - Urbs & logos : ogledi iz simbologije grada, Niš, Gradina, 1976 (LCCN 77457636)
  - Gradoslovar, Belgrade, Vuk Karadžić, 1982 (LCCN 83111414)
  - Povratak grifona : crtačka heuristička igra po modelu Luisa Karola, Belgrade, Jugoart, 1983 (LCCN 8686233117)
  - Zaludna mistrija : doktrina i praktika bratstva zlatnih (crnih) brojeva, Bjelovar, NIŠRO "Prosvjeta", 1984
  - Krug na četiri ćoška, Belgrade, Nolit, 1986 (ISBN 86-19-00406-9)
  - Mrtvouzice : mentalne zamke staljinizma, Zagreb, August Cesarec, 1988 (ISBN 86-393-0108-5)
  - Knjiga kapitela, Sarajevo, Svjetlost, 1990 (ISBN 86-01-01887-4)
  - Grad kenotaf, Zagreb, Durieux, 1993 (LCCN 93227406)
  - Glib i krv, Belgrade, Comité Helsinki pour les droits de l'homme en Serbie, 2001, 223 p. (ISBN 86-7208-049-1)
  - Grad i budućnost, Zagreb, Nakl. Mlinarec-Plavić, 2001 (ISBN 953-6-76500-4)

## Organisations
Bogdanović est un membre fondateur de l'Académie internationale d'architecture (en), créée en 1987, et un membre étranger de l'Académie russe d'architecture (à partir de 1994), un membre correspondant de l'Académie bavaroise des beaux-arts (à partir de 1998) et un membre du Collegium Europaeum Jenense de l'université d'Iéna (à partir de 2000),. En 2002, il est élu membre honoraire de l'Académie des sciences et des arts de Bosnie-Herzégovine.

## Distinctions
Parmi les prix et récompenses reçues par Bogdanović, :
- 1961 : prix d'octobre de la ville de Belgrade (pour le monument de Sremska Mitrovica)
- 1966 : médaille d'or de la ville de Belgrade
- 1973 : menção honrosa (mention honorable), biennale de São Paulo
- 1979 : prix du 7 juillet
- 1981 : prix du conseil anti-fasciste de libération nationale de Yougoslavie
- 1989 : prix Piranèse
- 1997 : prix Herder
- 2002 : croix d'honneur de la Science et de l'Art (en), première classe (Autriche[24])
- 2003 : médaille d'or du service méritoire de la province de Vienne
- 2007 : prix international Carlo Scarpa pour le jardin (pour le site mémoriel de Jasenovac)